# Giuditta con la sua ancella (Artemisia Gentileschi Napoli)
Giuditta con la sua ancella è un dipinto realizzato da Artemisia Gentileschi tra il 1645 ed il 1650, attualmente conservato al Museo nazionale di Capodimonte di Napoli. La vicenda è tratta dal libro deuterocanonico di Giuditta, nel quale Giuditta seduce e assassina il generale Oloferne, responsabile dell'assedio della sua città. Il momento rappresentato è quello nel quale, in seguito all'omicidio, l'ancella ripone la testa dell'uomo in un sacco mentre Giuditta si guarda intorno.
Si tratta della terza tela che Gentileschi ha dipinto con protagonista lo stesso soggetto (tutte le tele presentano infatti notevoli somiglianze). La prima, prodotta tra il 1623 ed il 1625, conservata al Detroit Institute of Arts, e la seconda, realizzata nei primi anni quaranta del XVII secolo, al giorno d'oggi conservata al Musée de la Castre di Cannes. Studi recenti dimostrano che l'opera potrebbe essere stata parte, sul finire del secolo, della collezione di Giovanni Andrea Lumaga, ricco mercante veneziano con legami con la città partenopea.